# Evandre
Segons la mitologia grega, Evandre (en grec antic Εὔανδρος, home bo o home fort) va ser un heroi, originari de la ciutat de Pal·làntion. Algunes tradicions el consideren fill d'Hermes i d'una nimfa (potser Telfusa, filla del déu-riu Ladó) que tenia dons profètics. Aquesta musa rebia culte a Roma amb el nom de Carmenta, però els autors també li donen el nom de Temis, Nicòstrate i Tiburtis (aquest últim nom la relaciona amb el riu Tíber). Altres tradicions fan d'Evandre fill d'Èquem, rei d'Arcàdia, i de Timandra.
Les tradicions discrepen sobre els motius d'Evandre per marxar de l'Arcàdia. S'explica que va marxar per iniciativa pròpia i també que es va haver d'exiliar després d'haver matat el seu pare que hauria mort per protegir la seva mare, o perquè havia matat la seva mare.
Evandre es va establir a la riba esquerra del Tíber i va construir-se una casa al turó del Palatí, on va fundar més tard la ciutat de Pal·lantea. Faune, el rei dels habitants del país, el va acollir bé, però va haver de lluitar contra el rei de Preneste, el gegant Èril. Va ser un rei just i va civilitzar els habitants del país, ensenyant-los l'art de l'escriptura, fins aquell moment desconeguda, i la música, i altres tècniques útils. Va introduir alguns cultes arcàdics, com ara el de Ceres (Demèter), el de Neptú (Posidó), i sobretot el de Pan Lici, i en el seu honor va instituir la festa de les Lupercals. Quan Hèracles va arribar a Pal·lantea, Evandre el va acollir i el purificà de la mort de Cacus. Va reconèixer l'origen diví de l'heroi i en honor seu va fundar el culte del gran altar (Herculis Invicti Ara Maxima), entre el Palatí i l'Aventí.
Es creu que Evandre va arribar al Laci seixanta anys abans de la guerra de Troia, de manera que devia ser molt vell quan Eneas va desembarcar al seu país per demanar-li ajuda contra els rútuls. Va recordar que en altre temps havia estat hoste d'Anquises i va rebre molt bé l'heroi troià. El va ajudar amb soldats comandats pel seu fill Pal·lant i no va combatre personalment per la seva edat avançada. Pal·lant va morir en combat.
A més de Pal·lant, Evandre va tenir dos fills més, Roma i Dina o Dauna. Després de mort, fou divinitzat pels romans com un dels indígets. Al peu de l'Aventí, no lluny de la Porta Trigemina, Evandre tenia un altar, simètric amb el de la seva mare Carmenta, situat al peu del Capitoli, prop de la Porta Carmentalis, a l'altra banda del Forum Boarium.